# Fernando Sagaseta
Fernando Sagaseta de Ilurdoz Cabrera (Las Palmas de Gran Canaria, 24 de julio de 1927; ib., 3 de diciembre de 1993) fue un abogado, ajedrecista y político comunista español.

## Biografía
Estudió Derecho en la Universidad de La Laguna y en la década de 1950 comenzó a participar en distintos movimientos antifranquistas, así como en los grupos de apoyo auspiciados por el Partido Comunista de España y por la Iglesia Cubana (grupo de carácter anticlerical) para salvar la vida del héroe popular Juan García Suárez "El Corredera", finalmente condenado a muerte y ejecutado a garrote vil en 1959, ejecución que desembocó ese mismo año en la transformación de tales grupos en Canarias Libre. 
Si bien la orientación política de Canarias Libre no estuvo totalmente definida, podría hablarse de este como un movimiento por las libertades políticas democráticas y nacionales de Canarias con elementos de carácter socialista. Canarias Libre tendría, sin embargo, escasa incidencia, y apenas se organiza fuera de la isla de Gran Canaria (si exceptuamos algún pequeño grupo que se coordina en Tenerife, en el que destaca el abogado laboralista Antonio Cubillo).
En 1962 tras la realización de unas pintadas en el Estadio Insular de Las Palmas, todo el grupo es detenido, y Fernando Sagaseta es enviado a distintos penales peninsulares, entre los que hay que mencionar el Penal de Burgos, donde contactará con José Satué (PCE), quien finalmente lo convence para que ingrese en dicho partido en 1963. Tras salir de prisión en 1965, abre un despacho de abogados junto a Carlos Suárez y Augusto Hidalgo, e impulsará desde ahí las luchas y movilizaciones sociales. Debido a su activismo político, en 1969 es suspendido del ejercicio de la abogacía. 
En 1968 alcanzan notoriedad sus discrepancias con la línea eurocomunista defendida por la dirección del PCE, especialmente su secretario general Santiago Carrillo, y con los nuevos dirigentes del partido en Canarias, respresentados ante todo por José Carlos Mauricio. A causa de estos enfrentamientos, es expulsado del partido y comenzará a organizar la tendencia de los militantes del PCE en células (Células Comunistas).
En 1977 las Células Comunistas se coaligarán junto con otras organizaciones para formar primero Pueblo Canario Unido (PCU) y luego, en 1979, Unión del Pueblo Canario (UPC), coalición por la que será elegido diputado en las elecciones generales de aquel año. Fue famoso por su oratoria vehemente y encendida.
En 1984, las Células Comunistas fundan, junto con otros destacamentos comunistas, el Partido Comunista de los Pueblos de España (PCPE), y Fernando Sagaseta formará parte del Comité Central y del Comité Ejecutivo, donde presentó repetidamente en nombre de los comunistas canarios la tesis y propuesta de la independencia del partido canario. En 1989 abandonó el PCPE, y un núcleo central de las antiguas Células Comunistas en Canarias se reconstituyó de facto para decidir ocasionalmente sobre sucesivas colaboraciones con otras formaciones y candidaturas; por ejemplo, en 1992 participó en Izquierda Unida, colaboración que suspendió prontamente, otra vez por decisión colectiva.
Falleció de cáncer de pulmón en 1993.